# Henri Namphy
 (février 2019).
Améliorez-le ou discutez des points à vérifier. 
 (février 2019).
- Si vous ne connaissez pas le sujet, laissez ce bandeau (vous pouvez alors contacter les auteurs).
- Si vous supprimez le contenu mis en cause (vous pouvez préalablement contacter les auteurs),

argumentez précisément cette suppression dans la page de discussion
(un manque de référence n'est pas un argument ; une recherche réelle de référence doit avoir été effectuée, être formellement documentée).
Henri Namphy, né le 2 novembre 1932 à Cap-Haïtien et mort le 26 juin 2018 en République dominicaine, est un général et un chef d'État haïtien. 
Surnommé « Ti-blan » ou le « chouchou du peuple », il a été président du Conseil national de gouvernement du 6 février 1986 au 7 février 1988 sous deux régimes différents que l'on a appelé « le duvaliérisme sans Duvalier ». Le régime militaire que dirige Namphy, qualifié de dictatorial, a vu le jour avec la chute des Duvalier en 1986, pendant la Révolution. 
Durant sa présidence, Namphy instaure le Conseil national de gouvernement qu'il préside avec d'autres généraux. Commandant en chef des armées haïtiennes de 1987 à 1988, il est renversé en septembre 1988 par un groupe militaire commandé par le général Prosper Avril. Il s'exile en République dominicaine après la transition démocratique de 1990.

## Au pouvoir

### Le gouvernement provisoire
Une junte militaire dirigée par le général Namphy prend le pouvoir à la suite de la révolution. L’armée ou les anciens miliciens répriment dans le sang les manifestations et tentent d’assassiner un prêtre activiste : Jean-Bertrand Aristide. 
Le Conseil national de gouvernement en place du 6 février 1986 au 20 mars 1986 et dirigé par Namphy est composé d'autres militaires :
- le colonel Williams Régala
- le colonel Max Vallès
- le colonel Prosper Avril
- maître Gérard Gourgue
- Alix Cinéas

Durant sa première présidence, Namphy rétablit quelques liberté et modernise l'armée. Homme écouté et populaire, il met fin à toutes les réformes établies sous les Duvalier. Le 21 mars 1986 fut installé un nouveau Conseil national de gouvernement qui dura jusqu'au 7 février 1988, il est toujours présidé du général Napmhy et composé d'autres militaires  :
- Williams Régala
- Jacques A. François

Cette deuxième version du CNG voit le jour à la suite de la démission de Gérard Gourgue le 20 mars 1986 et du départ des colonels Prosper Avril et Max Vallès, et de Alix Cinéas. Les élections prévues le 29 novembre 1987 sont empêchées par l’intervention d’un groupe armé. De nouvelles élections sont organisées par l'armée en janvier 1988 mais elles sont boycottées. Le président élu, Leslie François Manigat, doit s’exiler au bout de deux mois. En juin 1988, un nouveau coup d'État militaire porte Namphy au pouvoir, ce qui met fin à la transition démocratique de 1988. 

### Chute
Le 17 septembre 1988, deux mois après le coup d'État de juin, Namphy est victime à son tour victime d'un coup d'État organisé par le général Prosper Avril, qui prend le contrôle du pays. Ce dernier, ex-allié des Duvalier, appel les partisans de Namphy à s'unir à lui. Perdant le soutien de l'armée au profit d'Avril, Namphy s'écarte de la vie politique et s'installe dans le Sud du pays. Acculé au départ en mars 1990 sous la pression américaine, Avril s’exila pour ouvrir la voie à des élections sous contrôle international.

## Fin de vie
En 1990, la chute de Prosper Avril ouvre la voie à une nouvelle transition démocratique. Jean-Bertrand Aristide, ancien prêtre qui se fait l’avocat des pauvres, remporte la victoire le 16 décembre 1990 par 67 % des voix. Son accession à la présidence de la République redonne un peu d'espoir au peuple haïtien. Après les élections, Namphy s'exile en République dominicaine et se refuse à revenir en Haïti. Il meurt le 26 juin 2018 d'un cancer du poumon et il est inhumé en République dominicaine.